# Shannopin's Town
Shannopin's Town, selo Delaware Indijanaca koje se nalazilo blizu suvremenog grada Pittsburgha u Pennsylvaniji. Bilo je smješteno uz rijeku Allegheny, oko dvije milje (3 kilometra) od mjesta gdje se spaja s Monongahelom. Brojna sela koja su u tom kraju podignuli Delavarci 1700-tih godina rezultat su njihovog progona na zapad zbog pritisaka Irokeza i bijelih kolonista. Selo je dobilo ime po njihovom poglavici, Shannopinu, kojeg spominje prevodilac i trgovac Frankošvicarac James le Tort, po kojem je dobio ime gradić Letort u okrugu Lancaster. Godine 1730. u Shannopin's Townu je živjelo oko 20 obitelji.